# Luca Stellwagen
Luca Stellwagen (* 10. Dezember 1998 in Ludwigshafen am Rhein) ist ein deutscher Fußballspieler. Der Außenverteidiger steht seit Januar 2024 beim Regionalligisten SGV Freiberg Fußball unter Vertrag.

## Karriere
In seiner Jugend lief er bis 2018 für den SV Phönix Schifferstadt, 1. FSV Mainz 05 und den SV Sandhausen auf. Für letzteren spielte er auch parallel in dessen Reservemannschaft, die in der fünftklassigen Oberliga Baden-Württemberg zum Einsatz kam. Anschließend war er zwei Jahre für den FC-Astoria Walldorf in der Regionalliga Südwest am Ball und kam dabei zu 22 Liga-Einsätzen für die Baden-Württemberger. Auch dort war er in der ersten Saison in der 2. Mannschaft eingesetzt worden. In der Saison 2020/2021 stand Stellwagen beim Drittligisten FC Viktoria Köln unter Vertrag und gewann dort den Mittelrheinpokal. Beim 2:0-Finalsieg über Alemannia Aachen wurde er in der 83. Minute eingewechselt. Im Sommer 2021 wechselte er innerhalb der 3. Liga zum SC Verl und war dort weitere zwei Spielzeiten aktiv, ehe er ein halbes Jahr vereinslos war. Seit dem 30. Januar 2024 steht Stellwagen nun beim SGV Freiberg Fußball in der Regionalliga Südwest unter Vertrag.

## Erfolge
- Mittelrheinpokalsieger: 2021